# Koblenz-Süd
Koblenz-Süd ist ein statistischer Stadtteil von Koblenz. Er bildet zusammen mit dem nördlich angrenzenden statistischen Stadtteil Mitte die Südliche Vorstadt. Diese wird im Rahmen der kleinräumigen Gliederung nach Empfehlung des Deutschen Städtetags aus statistischen Gründen in Mitte und Süd untergliedert.
Die Südliche Vorstadt entstand ab 1890 im Zuge der südlichen Stadterweiterung nach Aufgabe der preußischen Stadtbefestigung. Der statistische Stadtteil Süd, gelegen am Fuße der Karthause und westlich der ehemaligen Rheininsel Oberwerth, ist geprägt von der katholischen Pfarrkirche St. Josef und dem Evangelischen Stift St. Martin. Entlang des Rheinufers befindet sich der südliche Abschnitt der Rheinanlagen mit dem Kaiserin-Augusta-Denkmal.

## Bauwerke
- Katholische Pfarrkirche St. Josef
- Dreifaltigkeitskapelle im Laubachtal
- Kaiserin-Augusta-Denkmal in den Rheinanlagen

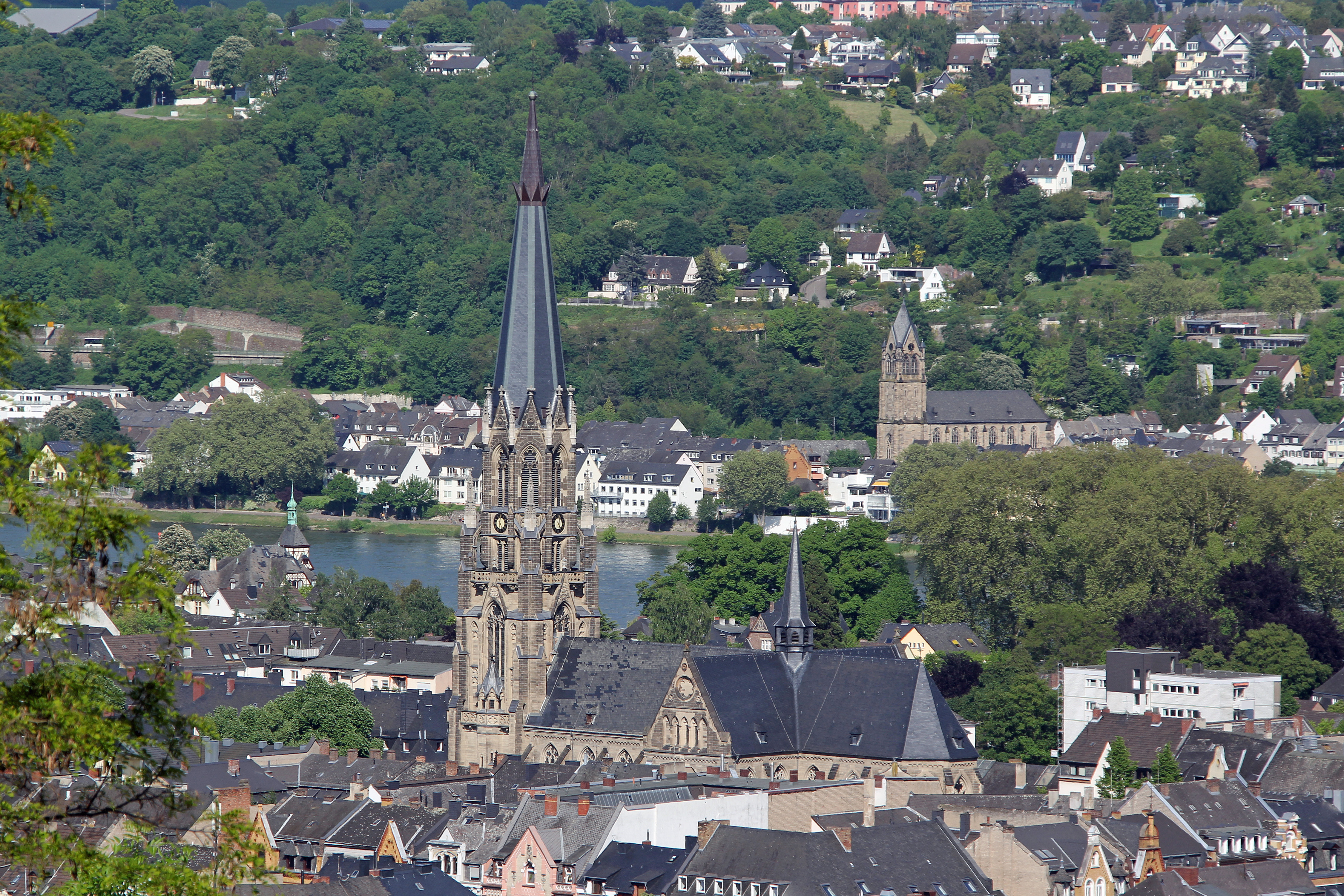
Blick in der Karthause auf die katholische Pfarrkirche St. Josef Südliche Vorstadt
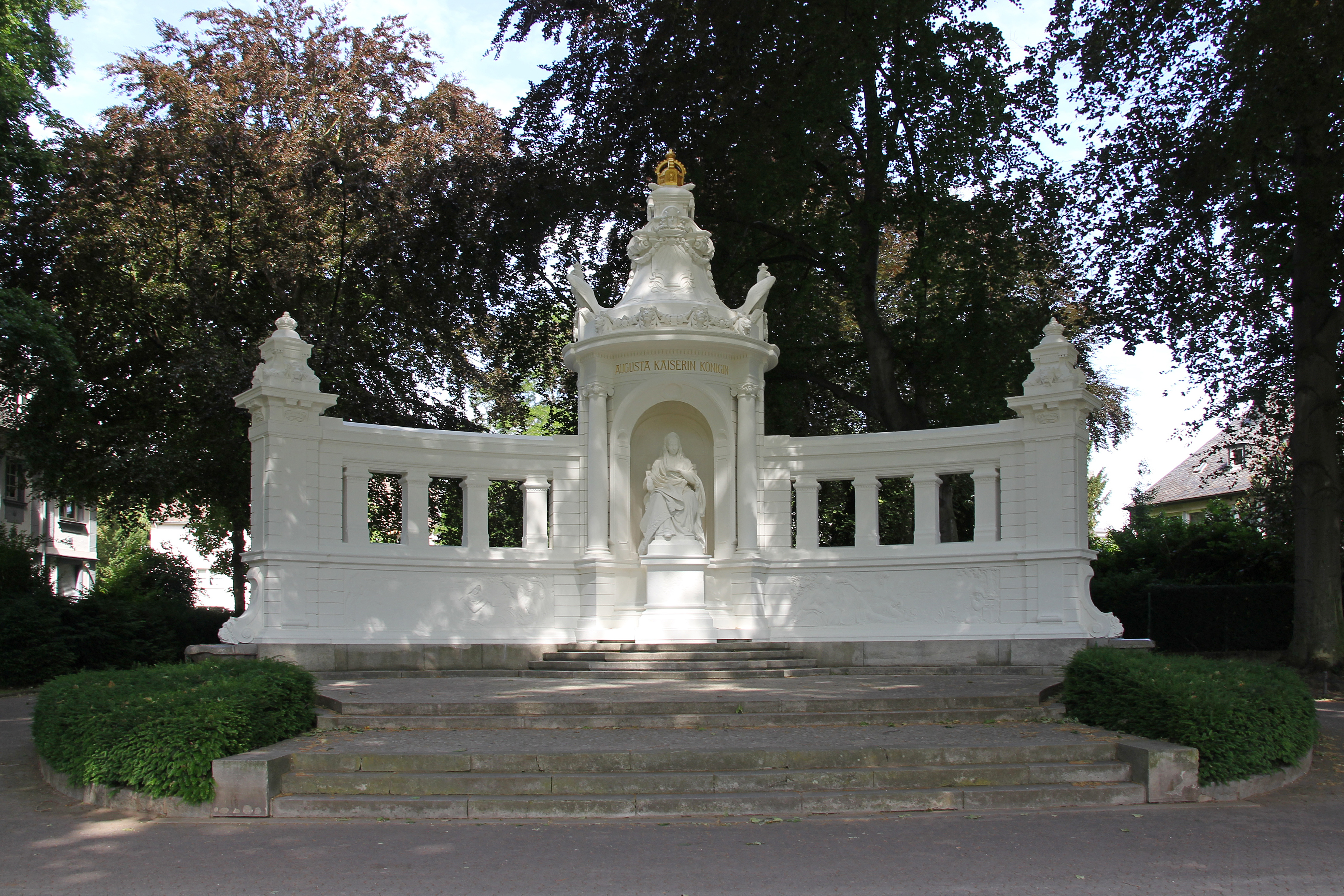
Kaiserin-Augusta-Denkmal in den Rheinanlagen
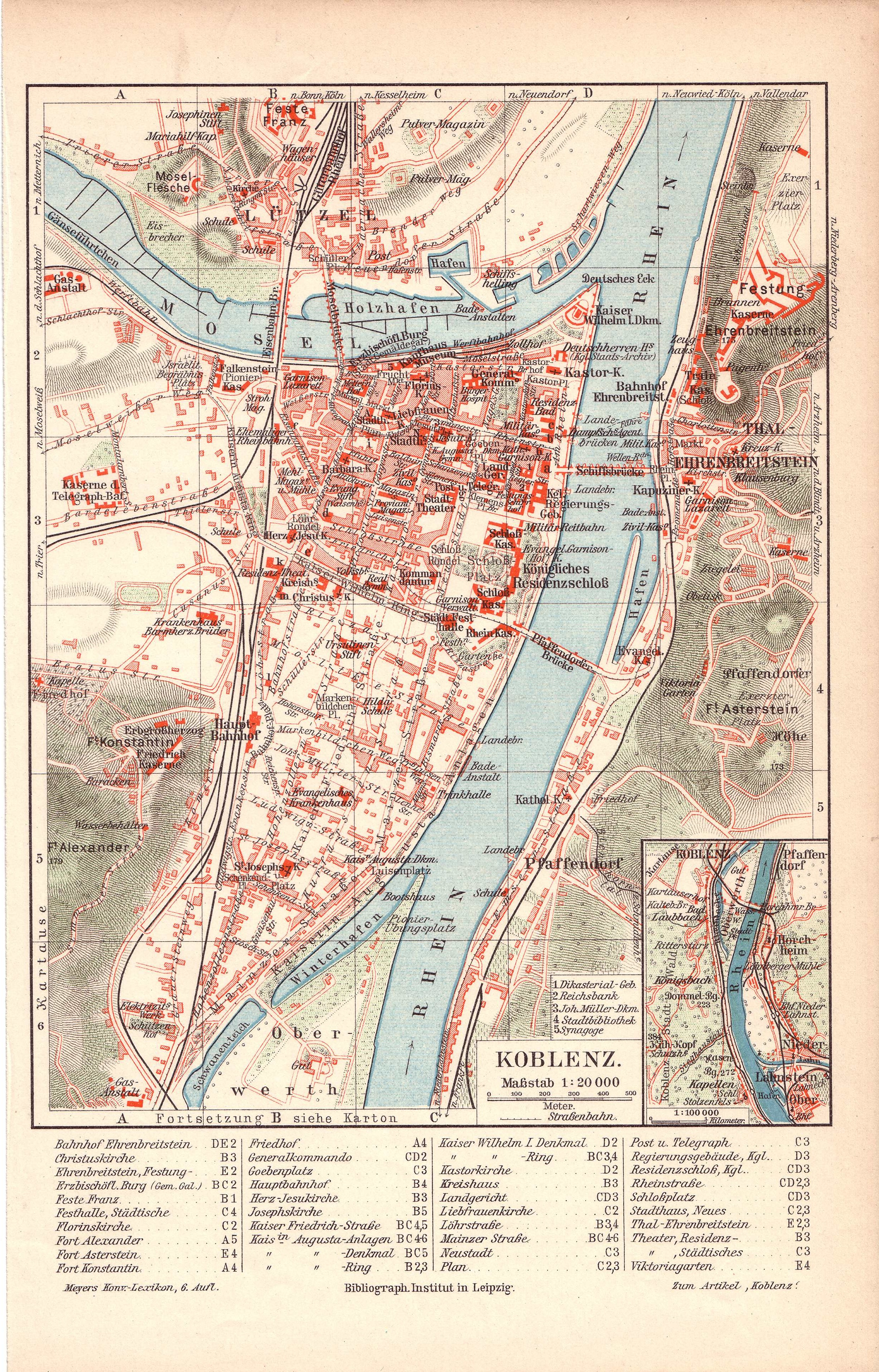
Stadtplan von 1905
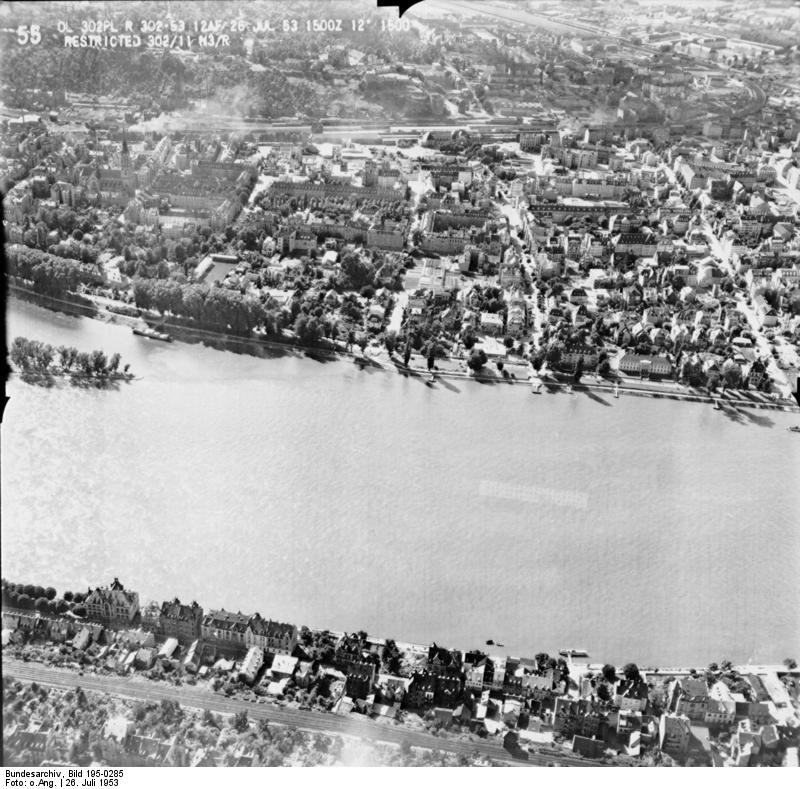
Die Südliche Vorstadt 1953